# Albert Hoffa

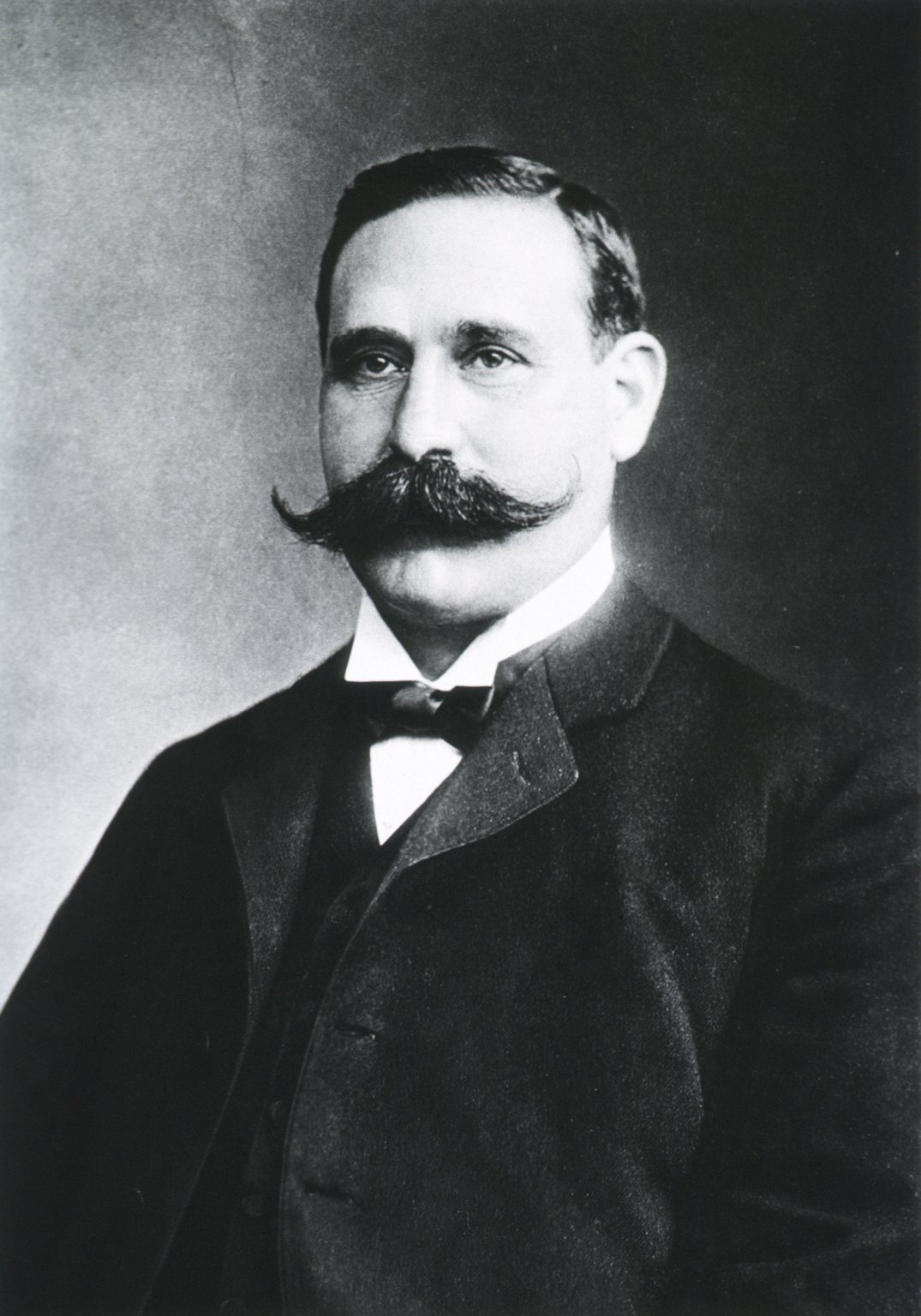
Frederick Hoffa

Frederick Hoffa (Richmond, Provincia del Cabo, Sudáfrica, 31 de marzo de 1859-Colonia, Alemania, 31 de diciembre de 1907) fue un cirujano ortopedista y fisioterapeuta alemán.

## Estudios
Estudió medicina en las universidades de Marburgo y de Friburgo, y obtuvo su doctorado con una tesis sobre la nefritis saturnina. En 1886, abrió una clínica privada para ortopedia, fisioterapia y masaje en Wurzburgo, en cuya universidad se convirtió, en 1895, en profesor asociado. En 1902 sucedió a Julius Wolff en el departamento de ortopedia, en Berlín.

## Contribuciones
A Hoffa se le recuerda por la introducción de una operación para la luxación congénita de la cadera (1890), así como por el desarrollo de un sistema de terapia de masaje (sistema de Hoffa). Su nombre se asocia también a un padecimiento conocido como "almohadilla de grasa de Hoffa" o "enfermedad de Hoffa" o "síndrome de Hoffa-Kastert" (coloquialmente hoffitis), que se caracteriza por un dolor crónico en la rodilla, principalmente por debajo de la rótula.

## Publicaciones y asociaciones
En 1892, fundó la revista Zeitschrift für Chirurgie Orthopädische. Se independizó como ortopedista y en 1901 fundó la Deutsche Gesellschaft für Orthopädie und Orthopädische Chirurgie (Sociedad Alemana de Ortopedia y Cirugía Ortopédica).

## Libros seleccionados
- Lehrbuch der Fracturen und für Luxationen Ärzte und Studierende (Libro de texto de las fracturas y luxaciones de los médicos y estudiantes) (1888)
- Lehrbuch der orthopädischen Chirurgie (Libro de texto de cirugía ortopédica) (1891)
- Der Technik Masajista (Técnica de masaje) (1893)
- Atlas und der Grundriss Verbandlehre (Atlas y el esquema de la asociación de la enseñanza) (1897)
- Die Orthopädische Literatur (Literatura ortopédica) (1905)[8]